# Дева (Ђаковица)
Дева (алб. Devë) је насељено место у општини Ђаковица, на Косову и Метохији. Према попису становништва из 2011. у насељу је живело 547 становника.

## Становништво
Према попису из 2011. године, Дева има следећи етнички састав становништва:
| Националност | 2011.        |
| Албанци      | 543 (99,26%) |
| недоступно   | 4 (0,74%)    |
| Укупно       | 547          |

| Демографија | Демографија | Демографија |
| Година      | Становника  | Становника  |
| ----------- | ----------- | ----------- |
| 1948.       | 288         |             |
| 1953.       | 368         |             |
| 1961.       | 443         |             |
| 1971.       | 538         |             |
| 1981.       | 658         |             |
| 1991.       | 701         |             |
| 2011.       | 547         |             |